# Roty
Roty (ukr. Роти) – osiedle na Ukrainie, w obwodzie donieckim, w rejonie bachmuckim. W 2001 liczyło 82 mieszkańców.